# 熊本県道200号畑中山鹿線
熊本県道200号畑中山鹿線（くまもとけんどう200ごう はたなかやまがせん）は、熊本県山鹿市を通る一般県道である。

## 概要
全線にわたって片側1車線以上が確保されている。また、終点近くの区間は国道325号と並行する形となっているため、同国道のバイパス的役割を果たしている。

### 路線データ
- 起点：熊本県山鹿市久原（山鹿市久原交差点、熊本県道197号津留鹿本線交点）
- 終点：熊本県山鹿市山鹿（山鹿市西上町交差点、国道3号・国道443号交点）

## 地理

### 通過する自治体
- 山鹿市

### 交差する道路
| 交差する道路            | 交差する場所 | 交差する場所              |
| ----------------------- | ------------ | ------------------------- |
| 熊本県道197号津留鹿本線 | 久原         | 山鹿市久原交差点 / 起点   |
| 国道3号 国道443号       | 山鹿         | 山鹿市西上町交差点 / 終点 |

### 沿線
- 熊入温泉